# 安德烈亚斯·库夫纳
安德烈亚斯·库夫纳（德語：Andreas Kuffner，1987年3月11日—），德国男子赛艇运动员。他曾代表德国参加2012年和2016年夏季奥林匹克运动会赛艇比赛，获得一枚金牌和一枚银牌。